# 胡志明少年先锋队

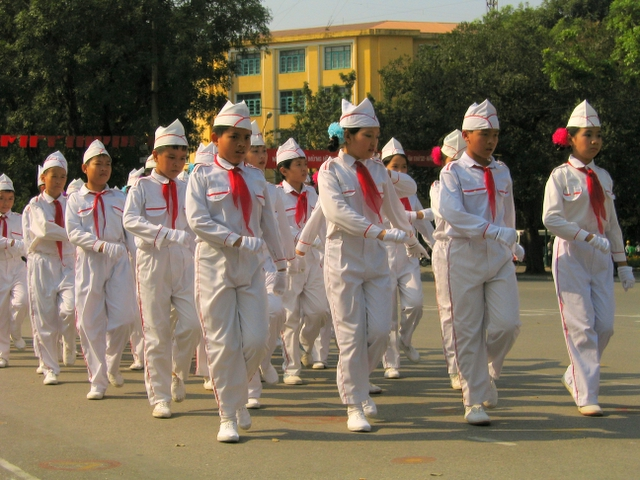
胡志明少年先锋队成员

胡志明少年先锋队（越南语：／）在越南简称“队”（Đội），是越南的少年先锋队组织，1941年5月15日由胡志明和越南共产党在高平省成立，1976年7月越南南北统一后普及越南全境。
这一组织的成立宣言是“儿童是政治运动的关键，教育在校内和校外进行，他们是胡志明共产主义青年联盟的后备力量。”，该组织受胡志明共产主义青年团管理。

## 象征
- 成员佩戴红领巾，象征越南国旗的一角。
- 口号是：为了社会主义祖国，为了伟大的胡伯伯的理想：准备着！
- 队歌是《我们共同前进》
- 队庆在每年的5月15日进行。